# Tatara

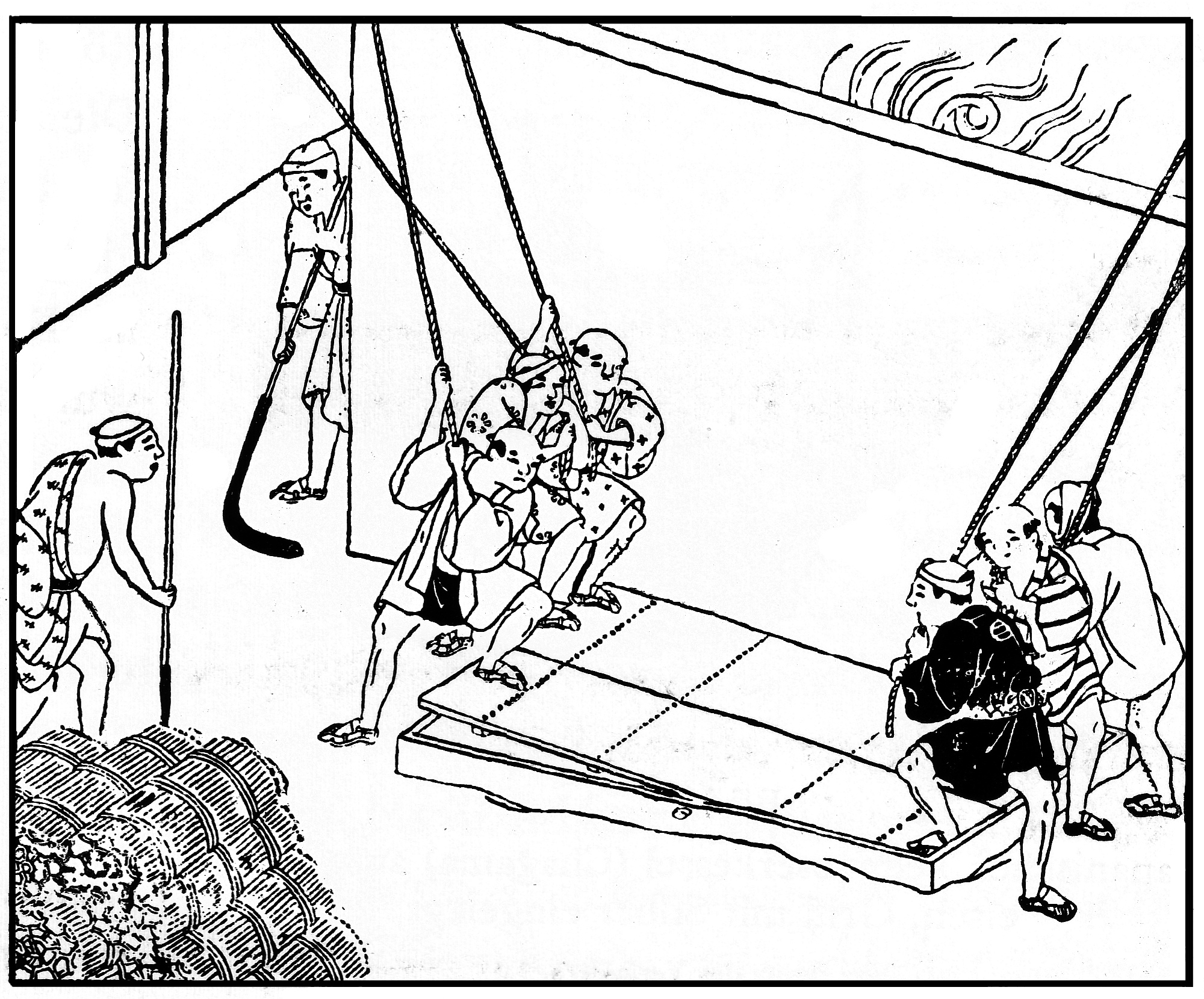
Trabajando el fuelle de una tatara.

El tatara (鑪?) es el horno tradicional japonés utilizado para fundir hierro y acero. La palabra más tarde también ha llegado a significar todo el edificio que alberga el horno. El acero tradicional en Japón proviene del mineral de hierro procesado mediante un método especial llamado sistema tatara. 
El acero, o tamahagane (玉鋼?), utilizado para forjar espadas japonesas (nihontō (日本刀?), conocidas como katanas ( 刀 ) por los maestros japoneses contemporáneos como Kihara Akira y Gassan Sadatoshi, todavía se funde en una tatara. Una de las pocas tataras existentes es la tatara Nittoho en la Prefectura de Shimane, Japón.

## Etimología
En general, se acepta que la palabra tatara es ajena a Japón, originaria de la India o Asia Central. Existe la posibilidad de que el vocablo provenga de un lugar en la Corea antigua, donde las dos dinastías a menudo se encontrarían. Según el Kojiki (uno de los textos históricos japoneses más antiguos), este lugar de reunión se llamaba Tatara-ba (た た ら or) o Tatara-tsu (た た ら 津), y la palabra posiblemente fue importada junto con la tecnología de elaboración de hierro. El erudito japonés Tokutaro Yasuda sugiere que el vocablo puede venir de la palabra sánscrita tātala, que significa «calor», señalando que la palabra hindi para acero es sakeraa, que es muy similar a la palabra kera (鉧) utilizada en Japón para el brillo acerado que produce la tatara. Los dos caracteres chinos utilizados cuando la palabra tiene el significado original son 踏 鞴 y, además de tatara, también se pueden leer como fumifuigo, o fuelle de pie.

## Proceso

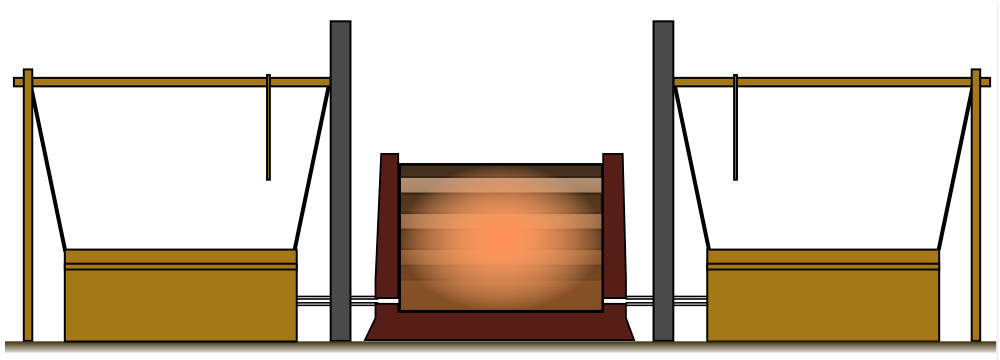
Estructura de una tatara. En los dos lados del horno son visibles dos fuelles

El proceso de fundición utilizado difiere del de la producción masiva moderna de acero. Se construye un recipiente de arcilla de 1,1 metros (4 pies) de alto, 3 metros (12 pies) de largo y 1,1 metros (4 pies) de ancho, es lo que se llama tatara. Después de que la tina de arcilla se haya secado, se cuece hasta que se seca. Se inicia un fuego de carbón a partir de carbón de pino suave, luego se espera a que el fuego alcance la temperatura correcta. En ese momento, se añade el «mineral de hierro», conocido en japonés como satetsu. Luego se combina con más carbón y más hierro durante las siguientes 72 horas. Este proceso requiere el trabajo constante de cuatro o cinco personas.
Se tarda aproximadamente una semana en construir la tatara y completar la conversión de hierro en acero. Cuando finaliza el proceso, se rompe la tina de arcilla y se retira el acero, conocido como kera. Al final del proceso, la tatara habrá consumido aproximadamente 10 toneladas de satetsu y 12 toneladas de carbón, dejando aproximadamente 2.5 toneladas de tamahagane.

## La NittohoTatara
En 1977, la Sociedad Japonesa para la Preservación de las Espadas Artísticas Japonesas (Nittoho), junto con la Agencia de Asuntos Culturales del gobierno japonés y Hitachi Works, construyeron en la Prefectura de Shimane el llamado Nittoho Tatara para proporcionar el acero necesario para la producción de espadas japonesas. El Nittoho Tatara es administrado conjuntamente con Yasugi Works, una empresa subsidiaria de Hitachi Metals, y solo está operativo durante el invierno.